# Peel Session TX 21/07/1998
Peel Session – EP-ka szkockiego duetu elektronicznego Boards of Canada, nagrana w 1998 i wydana w 1999 roku. Wznowiona w pełnej wersji (pod tytułem Peel Session TX 21/07/1998) w 2019 roku.

## Historia i wydania
W czerwcu 1998 roku Boards of Canada weszli do BBC Radio 1 aby zarejestrować ekskluzywną sesję dla Johna Peela w ramach jego programu Peel Sessions Show. Podczas nagrywania sesji wystąpili na żywo w programie, a Peel opisał ich występ na antenie jako „wspaniałą sesję”. Sesja została wyemitowana na antenie 21 lipca tego samego roku, a 18 stycznia następnego roku została wydana przez Warp Records jako winyl 12” i CD. Znalazły się na niej trzy z nagranych utworów: „Happy Cycling”, „Aquarius” i „Olson” (ten pierwszy w innej wersji, niż zarejestrowana podczas sesji). Czwarty utwór, „XYZ” nie mógł zostać pierwotnie opublikowany z uwagi na problem związany z uzyskaniem zgody na wykorzystanie samplingów. Ukazał się dopiero 15 listopada 2019 roku na EP-ce, zatytułowanej Peel Session TX 21/07/1998, a wchodzącej w skład jubileuszowego, 10-płytowego box setu, wydanego z okazji 30-lecia wytwórni Warp, WXAXRXP Sessions.

### Wersja nieoficjalna (Peel Session June 1998)
Lista według Discogs:
| 1. | Happy Cycling (U.S. Version) | 7:52  |
|    |                              |       |
| 2. | Aquarius                     | 6:23  |
|    |                              |       |
| 3. | Olson                        | 2:33  |
|    |                              |       |
| 4. | XYZ                          | 8:43  |
|    |                              |       |
|    |                              | 25:31 |
|    |                              |       |
Wydana przez zespół własnym sumptem w liczbie jedynie 5 egzemplarzy ręcznie wyprodukowanych płyt CD-R – czarno-białych, z laserowym nadrukiem i z połyskującymi, laserowo drukowanymi wkładkami.

### Wersja CD (Peel Session, 1999)
Wersja kompaktowa ukazała się 11 stycznia 1999 roku:
| 1. | Aquarius (Version 3) | 6:24  |
|    |                      |       |
| 2. | Happy Cycling        | 7:56  |
|    |                      |       |
| 3. | Olson (Version 3)    | 2:31  |
|    |                      |       |
|    |                      | 16:51 |
|    |                      |       |

### Wersja winylowa (Peel Session, 1999)
EP-ka winylowa wydana została 15 stycznia 1999 roku:
Side A:
| 1. | Happy Cycling | 7:56  |
|    |               |       |
|    |               | 07:56 |
|    |               |       |
Side B:
| 1. | Aquarius (Version 3) | 6:24  |
|    |                      |       |
| 2. | Olson (Version 3)    | 2:31  |
|    |                      |       |
|    |                      | 08:55 |
|    |                      |       |
Utwory zostały napisane i wyprodukowane przez Marcusa Eoina i Michaela Sandisona w Hexagon Sun w czerwcu 1998 roku i wyemitowane 21 lipca 1998 roku na antenie BBC Radio 1. Audycja radiowa zawierała dodatkowy utwór "XYZ", który nie został zamieszczony na tym wydawnictwie. Projekt graficzny okładki (zarówno w wersji winylowej jak i CD) wykonał The Designers Republic.

### Wersja jubileuszowa (Peel Session TX 21/07/1998, 2019)
Wydana 15 listopada 2019 roku jako winylowa EP-ka o 33⅓ obrotów na minutę, będąca częścią WXAXRXP 30th Anniversary Sessions. Projekt graficzny okładki wykonał Michael Oswell. Utwór „XYZ” zawiera sampling „Would Be Like Samoa” Edgara Froesego:
Side A:
| 1. | Aquarius (Version 3) | 6:23  |
|    |                      |       |
| 2. | Happy Cycling        | 7:56  |
|    |                      |       |
|    |                      | 14:19 |
|    |                      |       |
Side B:
| 1. | Olson (Version 3) | 2:32  |
|    |                   |       |
| 2. | XYZ               | 8:04  |
|    |                   |       |
|    |                   | 10:36 |
|    |                   |       |